# 関銀屏
関 銀屏（かん ぎんへい）は、現代中国で刊行された伝説集『三国外伝』に登場する人物。関羽の娘とされ、実在する関羽の娘をモデルとしている。

## 略歴
1986年に中国湖北省群衆藝術館より出版された伝説集『三国外伝』が初出である。
劉備と共に荊州の劉表の下に身を寄せていた205年頃、関羽に色白の可愛い娘が生まれた。張飛はこの義姪を大変可愛がり、関銀屏と名付けた。
関羽は、虎牢関で呂布と闘い勝利したとき、呂布が紫金冠につけていた真珠をお守りとして大切に所持していたが、これを関銀屏に贈った。魔除けの力があると信じられ、劉禅・張苞・関興ら宝玉や呪（まじな）いの類いに興味の無さそうな男子に贈るには惜しい品だった（真珠は関羽ではなく張飛が贈ったとも、2人から贈られたとも）。
建安24年（219年）、15歳ほどに成長した関銀屏は一層美しく、色白で賢明な淑女に育ち、多芸に通じ、関羽の娘の評判に縁談が絶えることはなかったという。
そんな中、孫権にも関羽の娘の評判は聴こえ、孫権から「貴殿の年頃の愛娘（関銀屏）を、是非、我が長男の孫登（当時11歳ほど）の嫁に欲しい」という手紙が届いたとき、関羽は「狢の仔め、高望みが過ぎるわ（虎の娘を犬の仔にやれるか）」と使者を一喝。これに面目を潰された孫権は大いに怒り、関羽は孫権の恨みを一身に買うこととなった。
建安24年12月、かつての意趣返しと言わんばかりに孫権は関羽を攻め、関羽の荊州が陥落しそうになった。関羽は劉備と諸葛亮への救援を要請との理由を付けて、関銀屏を荊州から益州に逃した。関羽・関平・周倉らは孫権軍の馬忠・呂蒙らに捕らえられ自刃、または首を撥ねられた（『演義』では10月14日)。後に「荊州城は落ちても、（呂布の真珠のおかげで）関銀屏は命拾いをした」と噂された。
しかし関銀屏は、父の関羽や義兄の関平の仇をとりたいと、成都でろくに食事を取らず痩せてしまった。張飛に衣装を贈られても、関銀屏は涙を流すばかりで、「綺麗な装飾など今の私には似合いません。父の仇を雪ぎたいのです」と言った。関銀屏は、趙雲に武芸を習いたちまち腕を上げて行った。
建興3年（225年）、雲南で叛乱が起きたので、諸葛亮は反乱が頻発する南中へ自ら軍を率いて討伐に向かおうとしていた。関銀屏はこの制圧に赴くことになった。
関銀屏は本心では、雲南より先に荊州の孫権軍を討ちたかったが、「父母の仇（孫権）は、玄関から泥棒が入ったようなもの。いま雲南の叛乱は、裏庭が火事なっているようなものです。裏庭の火事を消せば、玄関から入った泥棒を捕まえることに、集中できるはずです。諸葛丞相は、それを見通しておられるのです」と、国家の方針に納得した。
諸葛亮は南中兪元出身の李恢を副官に取り立て、その息子である李蔚（李遺のこと）もまた優秀であることを知ると 自ら仲人となって関銀屏と娶わせ従軍させることにした。人々は箱入り娘が辺境へ遠征することを憂慮し、関銀屏を諌めたが、関羽の後を継いだ関興が縁談を承諾した。
関銀屏は李恢父子と南征で手柄を立て、3人はその後も兪元に落ち着き、地元の住民に養蚕・農耕から読み書き算盤、果てには趙雲直伝の武術に至るまで色々助け教えたため、人々は彼女を慕い「関三小姐（かんさんしょうしゃ）」と呼び親しんだという。
関銀屏は南征以後、兪元を離れることはなかったが、金蓮山（金連山とも）に毎朝登って北方を眺めながら化粧をして父と輝いた故郷を懐かしんでいた。
亡くなると、その村に夫の李蔚（李遺）と共に埋葬され、後に合祀された。毎年の清明の頃、現地住民がこぞって墓参りをし、彼女ら3人に尊敬の意を表している。または、金蓮山に関羽の形見の真珠と一緒に葬られ、それ故、今でも晴れた日には山の頂きが五色に煌めくともいう。

## モデルについて
史実では劉備が漢中王になると、孫権は自らの息子と劉備軍の関羽の娘の婚姻を申し入れてきた。しかし関羽がこれを拒否したため、劉備と孫権の関係が悪化することになった。曹操軍の司馬懿と蔣済は「この隙をつき、孫権と同盟を結ぶように」と、曹操に進言した。それ以外、呂蒙が城に入ると、関羽と他の兵士の家族はすべて保護されている。この家族の中に関羽の娘も含まれていたと思われる。『三国志』にあるのはこれだけである。
小説『三国志演義』では、孫権が諸葛瑾と相談した際、諸葛瑾が「関羽は荊州出身の女子を娶った。妻との間に最初に息子を授かり、後に娘を授かりました。しかしその娘はまだ幼く、婚約者もおりません」と言及する設定になっている。小説『三国志平話』では、その結婚相手は孫亮に設定されている。
関銀屏という名前と、武勇に優れたといった逸話は、現代以前の記述には全く存在せず、演義などでもなく現代創作文の可能性がある。
1910年（宣統2年）の墓碑には「漢忠臣興亭侯子李蔚、寿亭侯女関氏三姐之墓」と刻まれている。墓碑脇の墓聯には「墓近聖人宮、父女相睽祗数武」、「神遊荊襄界、魂魄長恨於千秋」と刻まれている。澄江人である李蔚と、その妻の関三姐のために造られた墓とされている。また、三姐のような名前は、三国時代ではなく唐宋時代によく見られる女性名であり。後世の創作史跡とされている。